# Macrosiphoniella huaidensis
Macrosiphoniella huaidensis är en insektsart. Macrosiphoniella huaidensis ingår i släktet Macrosiphoniella och familjen långrörsbladlöss. Inga underarter finns listade i Catalogue of Life.